# Spring Heeled Jack
Spring Heeled Jack er en karakter fra engelsk folklore, der eksisterede under klunketiden og skulle efter sigende kunne hoppe ekstraordinært højt. Første gang Spring Heeled Jack blev set skulle være tilbage i 1837. Senere observationer blev rapporteret fra hele England, fra London op til Sheffield og Liverpool. Observationerne var dog i starten mest almindelige i Londons forstæder og senere Midlands og Skotland.
Der har været mange teorier som prøvede at klarlægge Spring Heeled Jacks identitet og natur. Vandrehistorien om Spring Heeled Jack med historier om hans bizarre optræden og evne til at lave ekstraordinære spring opnåede en enorm popularitet inden han senere blev emnet i flere fiktionelle værker.
Spring Heeled Jack blev beskrevet af folk, der påstod at have set ham, som at have en forfærdende og skræmmende optræden med djævelsk fysiognomik der inkluderede at han bar spidse metalkløer på spidsen af fingrene og havde øjne der "lignede røde kugler af ild". Ligesom mange rapporter nævner dette djævellignende aspekt, påstod en rapport, at han under en sort kappe bar en hjelm og et tætsiddende hvidt beklædningstykke som noget "olietøj". En del rapporter omtalte ligeledes at han kunne udånde blå og hvide flammer. Spring Heeled Jack skulle angiveligt være høj og tynd, med en fremtoning som en gentleman og mindst to personer mente desuden at han var i stand til at snakke forståeligt engelsk.

## Historie

### Tidligste rapporteringer
De første observationer af Spring Heeled Jack blev gjort i London i 1837 og ifølge det meste andenhåndslitteratur blev den sidste gjort i Liverpool i 1904.
Den første rapport var fra en forretningsmand, der hævdede, at han en en aften var kommet sent hjem fra arbejde og blevet forskrækket, da en mystisk skikkelse med lethed hoppede over en kirkegårdsindhegning og ud lige foran forretningsmanden. Personen skal ikke have angrebet, men blev beskrevet som muskuløs med djævelagtige træk såsom spidse ører, en spids næse og udstående, glødende øjne.
Senere, i oktober 1837, rapporterede en pige ved navn Mary Stevens, at hun havde været på vej hjem fra sine forældre i Battersea til Lavender Hill, hvor hun arbejdede som tjenestepige, og på vej igennem Clampham Common, ifølge hendes senere angivelser, havde oplevet, at en underlige skikkelse sprang mod hende fra en mørk gyde. Efter, at have fikseret hende med et fast greb, begyndte skikkelsen at kysse hende, mens den flåede tøjet af hende og rørte hendes hud med kløer, der var "cold and clammy as those of a corpse" eller på dansk: "kolde og klamme som et ligs". Pigen gik i panik og skreg, hvilket fik personen til at flygte. Flere beboere gik øjeblikkeligt i gang med en eftersøgning, men han var forsvundet.
Dagen efter skal personen have foretaget en handling, der senere skulle gentage sig flere gange: han sprang ud foran en hestevogn, så kusken mistede kontrollen over hestene, og derfor vælte med alvorlige skader til følge. Ifølge flere vidner stak skikkelsen af ved at springe over en 2,7 m høj mur, mens den satte i en underlig, høj, klar latter
Gradvist spredtes nyhederne og snart døbte pressen personen Spring-heeled Jack.